# Motown 25: Yesterday, Today, Forever
Motown 25: Yesterday, Today, Forever war eine am 16. Mai 1983 veröffentlichte und von Suzanne de Passe produzierte Spezial-Fernsehsendung für das 25-jährige Bestehen der Motown Records. Motown wurde im Januar 1959 gegründet, weswegen auch das Jahr 1984 in Betracht gezogen werden könnte.
Vor der Ausstrahlung am 16. Mai wurde die Sendung bereits am 25. März 1983 aufgezeichnet. Die Höhepunkte der Sendung beinhalteten die Auftritte Michael Jacksons Billie Jean, Marvin Gayes What’s Going On, die Reunion der Jackson 5 sowie die Wiedervereinigung der Supremes. Letztere sangen ihren letzten Nummer-eins-Hit: Someday We'll Be Together aus dem Album Cream of the Crop.

## Ablauf
| Interpret                             | Song |
| ------------------------------------- | --- |
| Junior Walker                         | Shotgun |
| Marvin Gaye                           | Sexual Healing, What’s Going On |
| Mary Wells und Martha & the Vandellas | My Guy, Love is Like a Heat Wave |
| Michael Jackson und The Jackson Five  | I Want You Back, The Love You Save, Never Can Say Goodbye, I'll Be There                                                                             |
| Michael Jackson                       | Billie Jean |
| The Miracles                          | Shop Around, Shop Around, You've Really Got A Hold On Me, Tears Of A Clown, Going To A Go-Go                                                         |
| Stevie Wonder                         | I Wish, Uptight (Everything's Alright), Signed, Sealed, Delivered, I'm Yours, You Are the Sunshine Of My Life, My Cherie Amour, Sir Duke, Fingertips |
| The Supremes                          | Someday We'll Be Together, Baby Love and Stop! In the Name of Love                                                                                   |
| Diana Ross                            | Ain't No Mountain High Enough |
| The Temptations/The Four Tops         | Reach Out I’ll Be There, Get Ready, I Can’t Help Myself (Sugar Pie Honey Bunch), My Girl, Ain't Too Proud to Beg, I Can't Get Next to You            |

### Jr. Walker
Junior Walker spielte solo einer seiner größten Hits, welche er mit seiner Band „Jr. Walker and the All-Stars“ hatte: „Shotgun“.

### Marvin Gaye
Marvin Gaye, der ironischerweise das Musiklabel Motown vor einem Jahr zu Columbia Records verlassen hatte, sang als erstes den Song Sexual Healing. Er wurde erst kurz vor der Veranstaltung verpflichtet, da alle Legenden der damaligen größten und prestigeträchtigsten Plattenfirma auftreten sollten.
Als er erschien, wurde auf dem Klavier sein Klassiker What’s Going On eingespielt. Nach aufkommendem Applaus begann er den Song zu singen. Dieses Konzert war einer der letzten öffentliche Auftritte Gayes. Er verstarb ein Jahr später.

### Mary Wells and Martha Reeves
Die 'First lady of Motown', Mary Wells, und die Gruppe Martha & the Vandellas mit der Frontfrau Martha Reeves hatten nur einen kurzen 30-Sekunden-Auftritt mit ihren Hits My Guy und (Love is Like a) Heat Wave.

### Michael Jackson and The Jackson Five
Erstmals nach fast acht Jahren stand Jermaine Jackson (der als einziges Mitglied der Jackson 5 bei Motown Records verblieben war, als die Band 1975 das Label verließ und zu Epic Records wechselte) wieder mit seinen Brüdern Jackie, Marlon, Tito und Michael vereint auf der Bühne. Hinzu kam noch Bruder Randy Jackson, der nicht offiziell zur ursprünglichen Formation gehörte. Er ergänzte die Gruppe wieder auf fünf Mitglieder zur Gruppe The Jacksons. Sie spielten ein Musik-Medley folgender Songs: I Want You Back, The Love You Save, Never Can Say Goodbye und I'll Be There.
Nachdem die anderen Mitglieder der Jackson 5 die Bühne verlassen hatten, stellte Michael Jackson seinen Song Billie Jean vor. Der Titel war der einzige Nicht-Motown-Song der Spezial-Fernsehsendung. Zugleich führte er zum ersten Mal den Moonwalk vor. Jacksons Auftritt wurde danach für einen Emmy nominiert und anschließend stand das Lied sieben Wochen auf Platz eins der Billboard Hot 100.
Die Choreografie von Billie Jean ist seit Motown 25 annähernd dieselbe geblieben. Sie beginnt mit dem entschlossenen Aufsetzen des Fedora-Huts und endet mit dem Moonwalk. Seit der Victory Tour der Jacksons endet die Darbietung mit dem Tanz im einzelnen Scheinwerferlicht mit nur noch der Bassline von Billie Jean.

### The Miracles
Die Band trat seit lang erwarteter Zeit in ihrer Originalbesetzung auf: Smokey Robinson, Bobby Rogers, Pete Moore, Claudette Robinson und Marv Tarplin. Diese Besetzung war seit 1972 nicht mehr in dieser Formation aufgetreten; auch sie sangen ein Medley ihrer größten Hits.

### Stevie Wonder
Stevie Wonder wurde von der Girlgroup Wonderlove begleitet. Auch er spielte seine größten Hits.

### The Supremes
Die größte Ankündigung der Show war die Reunion der Supremes: Diana Ross, Mary Wilson und Cindy Birdsong (da Florence Ballard im Jahre 1976 verstarb) traten gemeinsam auf.
Die vier der größten Hits wurden an diesem Abend gesungen.
Anschließend blieb Diana Ross alleine auf der Bühne zurück und sang ihren Hit „Ain't No Mountain High Enough“.
When Ross finished, she made a brief speech about 'the night that everyone came back' (although, as stated above, some artists were not invited, and some had died). After the beginning chords of „Someday We'll Be Together“, the svelte Wilson strutted on stage in a dazzling fire engine red sequin gown and was greeted by a thunderous applause which quickly upstaged Miss Ross.
Als Ross ihren Song zu Ende gesungen hatte, hielt sie eine Rede. Beim anschließenden Lied „Someday We'll Be Together“ trat die Band-Kollegin Wilson auf der Bühne auf. Ross war frustriert und schubste sie zur Seite.
Diese Szenen wurden aus der Konzertübertragung gestrichen.

### Trivia
Für die Show Motown 25: Yesterday, Today, Forever wurden nur Künstler der Gold-Ära Motowns eingeladen. Interpreten, die in dieser Zeit bei der Plattenfirma unter Vertrag waren, wurden nicht berücksichtigt, wie z. B.: DeBarge und José Feliciano.

## Motowns 50-jähriges Jubiläum
Das 50-jährige Jubiläum feierte Motown am 21. November 2009 unter dem Motto „Live It Again!“ als Gala in Detroit, die von Sinbad moderiert wurde. Hierbei traten unter anderem Stevie Wonder, Smokey Robinson, The Temptations, Aretha Franklin und Kid Rock auf.

## Veröffentlichungen
Eine VHS wurde von MGM/UA Home Video am 1. Juli 1991 veröffentlicht.
Im Jahr 2014 wurde eine exklusive "Motown 25th Collectors Edition" veröffentlicht die unter anderem auf 6 DVDs eine verlängerte Version der Original-Ausstrahlung vom 16. Mai 1983 und 14 Stunden Bonusmaterial plus einer zusätzlichen DVD der Ed Sullivan Motortown Review einschließlich Motown-Legenden live bei der Ed Sullivan Show enthält.